# Julia Brownley
Julia Andrews Brownley, née le 28 août 1952 à Aiken (Caroline du Sud), est une femme politique américaine, élue démocrate du 26e district de Californie à la Chambre des représentants des États-Unis depuis 2013.

## Biographie
Julia Brownley est diplômée du Mount Vernon College (en) en 1975 et de la Kogod School of Business en 1979. Elle devient directrice commerciale.
Elle est élue au conseil des écoles du district de Santa Monica-Malibu à partir de 1994. En 2006, elle entre à l'Assemblée de l'État de Californie.
En 2012, elle est élue à la Chambre des représentants des États-Unis dans le 26e district de Californie avec 52,7 % des voix face au républicain Tony Strickland. Elle est réélue en 2014 avec 51,3 % des suffrages devant Jeff Gorell.

## Assemblée de l'État de Californie (2007-2013)

### Élections
En 2006, Mme Brownley s'est présentée à l'Assemblée de l'État de Californie dans la 41e circonscription de l'Assemblée de Californie. She won a five-way Democratic primary with 35% of the vote et les élections générales avec 62% des voix. In 2008, she was reelected with 66% of the vote. En 2010, elle a été réélue pour un troisième mandat avec 59 % des voix. Elle a été soutenue par la League of Conservation Voters.

### Titularisation
En 2010, Mme Brownley est l'auteur d'une proposition de loi visant à interdire tous les sacs de caisse en plastique. Ce projet n'a pas été adopté.